# Шуменско
 Тази статия е за историко-географската област.  За областта вижте Шумен (област).  За марката бира вижте Шуменско (бира).
Шуменско е историко-географска област в Северна България, около град Шумен.
Територията ѝ съвпада приблизително с някогашната Шуменска околия, а днес включва почти целите общини Шумен (без селата Друмево и Кладенец, в миналото в Провадийско, и Салманово в Преславско), Венец и Хитрино (без Становец в Новопазарско), северозападния край на община Каолиново (селата Браничево, Гусла, Загориче, Климент, Наум, Пристое, Средковец) и отделни села от няколко други общини – Голяма вода, Кривица, Кълново, Кюлевча и Правенци. Разположена е в източната част на Дунавската равнина. Граничи с Исперихско, Дуловско и Тервелско на север, Новопазарско и Провадийско на изток, Преславско на юг и Търговищенско и Разградско на запад.